# Пиха, Ченек
Ченек Пиха (чеш. Čeněk Pícha; 17 мая 1921, Ческе-Будеёвице — 15 апреля 1984, Ческе-Будеёвице) — чехословацкий хоккеист, выступавший за команду «Ческе-Будеёвице» и национальную сборную Чехословакии. Чемпион мира и Европы 1949 года, чемпион Чехословакии 1951 года.

## Биография
Ченек Пиха родился 17 мая 1921 года в Ческе-Будеёвице.
Всю свою хоккейную карьеру провёл в команде «Ческе-Будеёвице». Выступал в чехословацком чемпионате на протяжении 21 года, в 1951 году стал чемпионом Чехословакии. Этот титул стал для «Ческе-Будеёвице» символичным, первым в истории клуба и на данный момент последним. Пиха был лучшим хоккеистом чемпионского состава, став лучшим снайпером чехословацкого чемпионата 1951 года.
В 1949 году Пиха выступал за национальную сборную Чехословакии по хоккею. В составе сборной завоевал золотые медали чемпионата мира и Европы 1949 года. Всего за сборную провёл 19 матчей, забросил 5 шайб.
Ченек Пиха был литографом по образованию. Из-за астматической болезни, которой он страдал, Пиха не мог работать в типографии. По этой причине его деятельность была связана с хоккеем на протяжении всей жизни. Он работал с юниорами родного клуба «Ческе-Будеёвице», позднее был администратором ледовой арены в Ческе-Будеёвице.
Умер 15 апреля 1984 года в возрасте 62 года.

## Достижения
- Чемпион мира 1949
- Чемпион Европы 1949
- Чемпион Чехословакии 1951
- Бронзовый призёр чемпионата Чехословакии 1953
- Лучший снайпер чемпионата Чехословакии 1951 (24 шайбы)